# Panoramaroboter
Ein Panoramaroboter (auch Panoramakopf oder Nodalpunktadapter) ist ein motorisierter und meist vollautomatischer Schwenk-Neige-Kopf. Montiert auf einem Stativ, positioniert dieses Gerät Kameras, um mehrere Einzelbilder aufzunehmen (segmentierte Bildaufnahme). Auf diese Weise werden Objekte in vielen tausend Einzelbildern aufgenommen, die später zu einem Gesamtbild enormer Größe und Detailreichtum zusammengesetzt werden. Typische Einsatzgebiete sind Panoramafotos oder die Digitalisierungen von großen Kunstwerken.

## Entstehung
Der erste Panoramaroboter wurde mit dem Ziel entwickelt, sich von der klassischen Form einer Panoramakamera zu lösen und zur segmentierten Bildaufnahme überzugehen. Typische Panoramakameras scannen das Bild in einzelnen Zeilen ab, benötigen daher relativ viel Zeit. Bewegte Objekte, etwa in einer Landschaft fahrende Autos, werden daher gestreckt oder gestaucht dargestellt, es entstehen Artefakte. Panoramaroboter dagegen schwenken und neigen handelsübliche (und vergleichsweise preisgünstige) Digitalkameras prozessorgesteuert in die jeweiligen Positionen für die Einzelaufnahmen.

## Anwendung

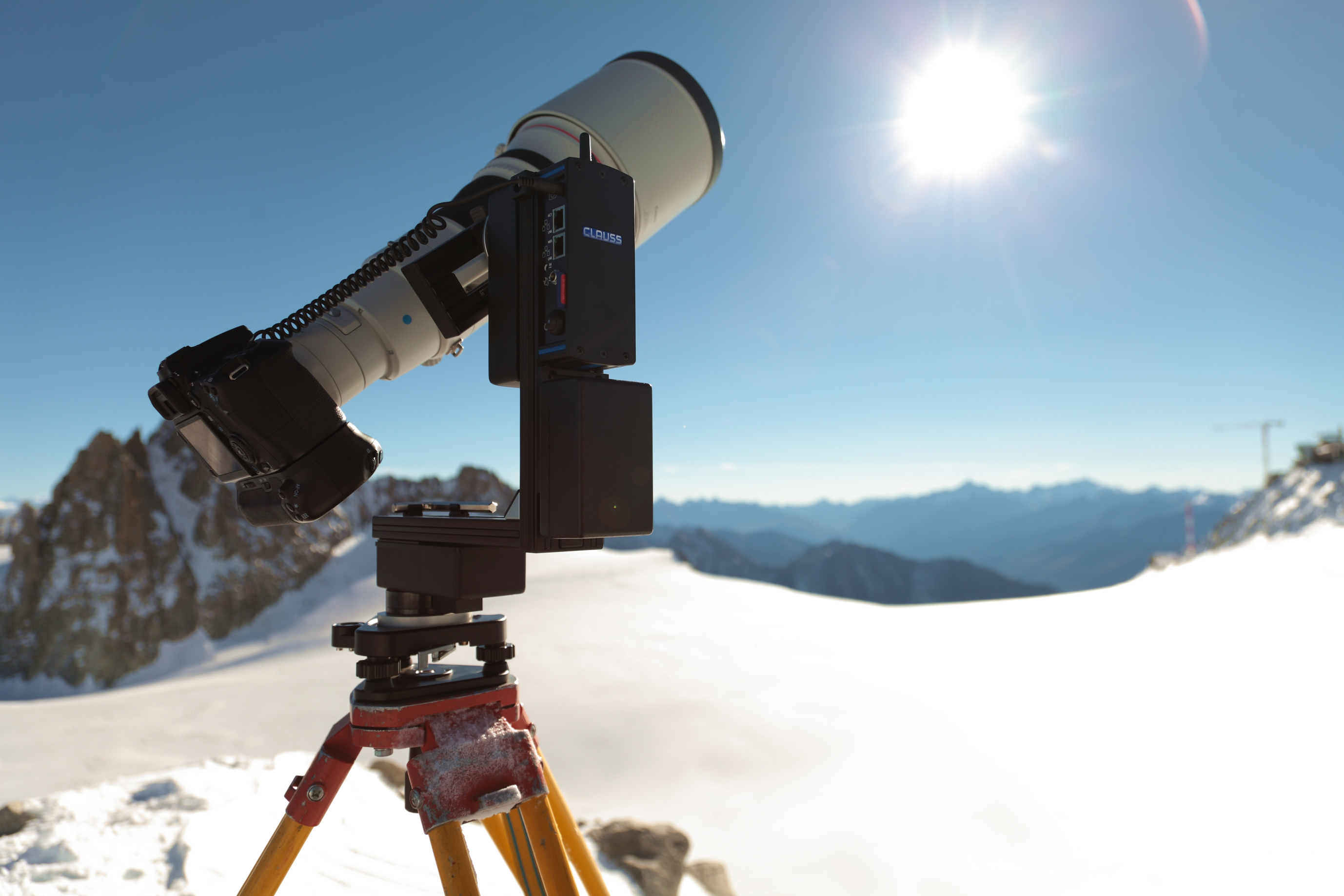
Panoramaroboter während der Aufnahme des weltweit größten Gigapixelpanoramas des Mont Blanc 2014

Hauptsächlich werden Panoramaroboter im Bereich der klassischen Panoramafotografie eingesetzt. Neue Anwendungsmöglichkeiten eröffnen sich außerdem auch durch den Einsatz auf Hochbildstativen (Hochbildpanoramafotografie) und extrem langbrennweitiger Teleobjektive (Gigapixelfotografie).

### Digitalisierung von Gemälden
Erstmals zur digitalen Reproduktion von Gemälden wurde ein Panoramaroboter 2006 von den Herstellern Haltadefinizione, AMD und Nikon eingesetzt. Das vom Unternehmen Clauss entwickelte Gerät steuerte die Aufnahme des Freskos Das letzte Abendmahl von Leonardo da Vinci in Mailand, Italien. Dabei wurde die 460 cm × 880 cm große Abbildung mit ca. 16 Gigapixel digitalisiert. Nahezu zeitgleich entstand mit einem gleichen Gerät die Reproduktion des Altargemäldes „Parete Gaudenziana“ am selben Standort in der Kirche „Santa Maria delle Grazie“ in Mailand.
Darüber hinaus werden Panoramaroboter zur Inspektion in Gefahrenbereichen ferngesteuert eingesetzt.